# Blakeanthus
Blakeanthus é um género botânico pertencente à família Asteraceae.